# ميخائيل ميشوستين
ميخائيل فلاديميروفيتش ميشوستين (بالروسية: Михаил Владимирович Мишустин)؛ (مواليد 3 مارس 1966 في موسكو)، سياسي واقتصادي روسي يشغل منصب رئيس وزراء روسيا الحالي منذ 16 يناير 2020. شغل سابقًا منصب مدير خدمة الضرائب الفيدرالية من عام 2010 حتى عام 2020.
رشح الرئيس فلاديمير بوتين ميشوستين لتولي منصب رئيس الوزراء في 15 يناير 2020، بعد استقالة دميتري ميدفيديف وبقية أعضاء الحكومة للسماح بإجراء تغييرات دستورية شاملة. عُقدت جلسات الاستماع بشأن تعيينه في مجلس الدوما في 16 يناير وثُبت في منصبه في ذلك اليوم.
يحمل ميشوستين رتبة الخدمة المدنية الفيدرالية من الدرجة الأولى باعتباره مستشار دولة نشط في الاتحاد الروسي.

## الحياة المبكرة والتعليم
وُلد ميخائيل ميشوستين في 3 مارس 1966 في لوبنيا، وهي بلدة قريبة جدًا من موسكو، لعائلة ميشوستين، دميتري ميدفيديف ولويزا ميخائيلوفنا. وُلدت والدته في مدينة كوتلاس في مقاطعة أرخانغلسك بينما وُلد والده في بولوتسك. كان فلاديمير مويسييفيتش ميشوستين عضوًا في اللجنة المركزية لحزب كمسمول.
في عام 1989، تخرج من معهد ستانكين، وتخصص في هندسة الأنظمة، وفي عام 1992، أكمل دراساته العليا في المعهد نفسه.
في عام 2003، حصل ميخائيل ميشوستين على درجة الدكتوراه في الاقتصاد من جامعة بليخانوف. في عام 2010، حصل على درجة الدكتوراه في علم الاقتصاد من الأكاديمية الرئاسية للاقتصاد الوطني والإدارة العامة.

## ريادة الأعمال

### بداية حياته المهنية (قبل عام 1998)
بعد الانتهاء من الدراسات العليا، بدأ ميشوستين العمل مديرًا لمخبر تجارب. في عام 1992، بدأ العمل في النادي الدولي للحاسوب، إذ عمل على تسهيل دمج تقنيات المعلومات الروسية والغربية. في النهاية، ترأس مجلس إدارة النادي الدولي للحاسوب.

### ما بين الوظائف في خدمة الدولة (2008-2010)
في عام 2008، ترك ميشوستين الخدمة المدنية وعاد إلى القطاع الخاص. أمضى عامين رئيسًا لشركة يو إف جي لإدارة الأصول، وهي صندوق استثمار، قبل أن يستقيل ليصبح رئيسًا لهيئة الضرائب الفيدرالية.
في فبراير 2009، انضم إلى احتياطي الموظفين التابع لرئيس روسيا.

## مدير هيئة الضرائب الفيدرالية (2010-2020)
في عام 2010، تعين ميشوستين رئيسًا لخدمة الضرائب الفيدرالية من قبل رئيس الوزراء آنذاك فلاديمير بوتين. بعد تعيينه في هذا المنصب، أعرب رجال الأعمال عن أملهم في أن يكون ميشوستين «ودودًا» أكثر مع رجال الأعمال الروس بصفته رئيسًا لهيئة الضرائب الفيدرالية، اكتسب ميشوستين سمعةً باعتباره تكنوقراطيًا ماهرًا وشدد على تبسيط الضرائب والخدمات الضريبية الإلكترونية. خلال هذه الفترة، انتُقدت هيئة الضرائب بسبب نهجها شديد الصرامة في التعامل مع الأعمال التجارية؛ ورفض ميشوستين هذا النقد، مشيرًا إلى انخفاض عدد عمليات التدقيق الضريبي في الموقع وعمليات التفتيش الضريبي للشركات الكبيرة والمتوسطة الحجم.
أعلن ميشوستين الحرب على «البيانات المعيبة» بصفته رئيسًا لهيئة الضرائب الفيدرالية، واستهدف المشاكل المتعلقة باسترداد ضريبة القيمة المضافة غير المبررة. شدد ميشوستين على الرقمنة والبيانات الضخمة مستفيدًا على نطاق واسع من الأنظمة «التقنية السلطوية» للرقابة الحكومية للنشاط الاقتصادي، بما في ذلك جمع البيانات عن كل معاملة تقريبًا في روسيا. تم تسهيل جمع البيانات هذا من خلال تشريع جديد يتطلب تقديم جميع فواتير المعاملات بين الشركات إلى الحكومة ويطلب من جميع تجار التجزئة إرسال بيانات المعاملات في الوقت الفعلي تلقائيًا إلى السلطات الضريبية من خلال عملية «تسجيل النقد عبر الإنترنت». استخدمت الحكومة الذكاء الاصطناعي لتحديد الأشخاص المشتبه في تهربهم من الضرائب. أدى نظام الرقابة هذا إلى انخفاض حصة ضريبة القيمة المضافة التي لم تجمعها السلطات الروسية خلال فترة ولاية ميشوستين؛ إذ انخفضت «فجوة ضريبة القيمة المضافة» من 20% إلى أقل من 1%.

## رئيس الوزراء (2020 - حتى الآن)

### التعيين
استقال دميتري ميدفيديف مع كامل أعضاء حكومته في 15 يناير 2020، بعد أن ألقى الرئيس فلاديمير بوتين الخطاب الرئاسي أمام الجمعية الفيدرالية الذي اقترح فيه عدة تعديلات على الدستور. صرّح ميدفيديف بأنه يستقيل للسماح لبوتين بإجراء التغييرات الدستورية المهمة التي اقترحها بوتين فيما يتعلق بنقل السلطة بعيدًا عن الرئاسة. قبل بوتين الاستقالة، لكنه وجه الحكومة بالاستمرار في أداء مهامها حكومة تصريف أعمال إلى حين تشكيل حكومة جديدة.
في 15 يناير 2020، رشح بوتين ميشوستين لمنصب رئيس الوزراء، ووفقًا لما ذكره بوتين، فقد عُرض عليه أربعة مرشحين، لكن ميشوستين لم يكن من بينهم. نتيجةً لذلك، قرر بوتين من تلقاء نفسه ترشيح ميشوستين لمنصب رئيس الوزراء، وفي اليوم التالي، تم تثبيته من قبل مجلس الدوما في هذا المنصب وتعين رئيسًا للوزراء بموجب مرسوم أصدره بوتين. كانت هذه هي المرة الأولى على الإطلاق التي يتم فيها تثبيت رئيس وزراء دون أي أصوات معارضة.
في 7 مايو 2024، بعد تنصيب فلاديمير بوتين استقال ميشوستين مع الحكومة. في 9 مايو 2024، رشح بوتين مرة أخرى ميشوستين لمنصب رئيس الوزراء. في 10 مايو وافق مجلس الدوما على تعيين ميشوستين رئيسًا للوزراء لولاية ثانية.

### مجالس الوزراء
في 21 يناير 2020، قدم ميشوستين مسودة هيكل حكومته إلى الرئيس فلاديمير بوتين. في اليوم نفسه، وقع الرئيس مرسومًا بشأن هيكل مجلس الوزراء وعين الوزراء المقترحين.
شمل مجلس الوزراء عدة أعضاء من حكومة ميدفيديف الثانية. لم يتبق سوى أربعة نواب لرئيس الوزراء (ثلاثة منهم احتفظوا بمناصبهم وواحد تعين في منصب آخر)، بالإضافة إلى اثني عشر وزيرًا.
وفقًا للعديد من المحللين السياسيين، كان ميشوستين الوحيد من بين رؤساء وزراء بوتين الذي شكّل فعليًا مجلس وزرائه «الخاص»، إذ جمع فريقًا من شركائه ومعاونيه. قبل ذلك، في القرن الحادي والعشرين، كان بوتين هو الوحيد الذي تمكن من القيام بذلك. كان اثنان من نواب رئيس الوزراء نائبين لميشوستين في هيئة الضرائب الفيدرالية. وفقًا للخبراء، هذا يعني أن ميشوستين قد مُنح تفويضًا مطلقًا لإجراء تغييرات.